# (3308) Ferreri
(3308) Ferreri – planetoida z pasa głównego asteroid okrążająca Słońce w ciągu 5 lat i 211 dni w średniej odległości 3,14 j.a. Została odkryta 1 marca 1981 roku w Obserwatorium La Silla przez Henriego Debehogne. Nazwa planetoidy pochodzi od Waltera Ferreri, włoskiego astronoma. Przed nadaniem nazwy planetoida nosiła oznaczenie tymczasowe (3308) 1981 EP.